# Erysimum olympicum
Erysimum olympicum är en korsblommig växtart som beskrevs av Pierre Edmond Boissier. Erysimum olympicum ingår i släktet kårlar, och familjen korsblommiga växter. Inga underarter finns listade i Catalogue of Life.